# Itáliai hadjárat (1799–1800)

## Előzmények
Ameddig Napóleon Egyiptomban harcolt az ellenségekkel, addig Szuvorov visszahódította az Itáliában elnyert francia területeket. Mikor ezt megtudta a fiatal tábornok otthagyta Egyiptomot és azzal a szándékkal szállt hajóra, hogy mikor hazatér megszünteti a direktóriumot. Ez a nap volt Brumaire 18-19. Napóleonból első konzul lett, egész Franciaország a lábai előtt hevert. 1800 tavaszán azonnal hadba kellett vonuljon, újra meg kellett szerezni Észak-Itáliát. A francia kormány sorsa függött a hadjárat sikerétől. Ha a hadjárat sikerrel jár, Franciaország előtt megnyílik az út Európába és a nagyhatalmak békét kell kössenek a franciákkal. Ha a hadjárat elbukik a Bourbon-ház és a feudális rendszer újra visszatér.

## A hadjárat
Napóleon nagy jelentőséget tulajdonított annak, hogy Szuvorov már nem vesz részt harcban ugyanis meghalt és az Alekszandr Nyevszkij-kolostorban temették el. Ezúttal Michael von Melasszal kellett felvegye a versenyt. Az osztrákok az észak-itáliai hadszíntér déli részén sorakoztak fel, Genova ostromára készültek ugyanis Melas nem gondolta volna hogy Napóleon Svájcon a Nagy Szent Bernát-hágón át fogja megindítani fő támadást. De az első konzul pont ezt az utat választotta, május 16-án az Alpok lábánál voltak. Május 21-én a hadsereg zöme átkelt az Alpokon. Eközben a Franciák előőrsei már csatároztak a gyenge osztrák véderőkkel. Az osztrákokat szétverték a franciák. Május utolsó napjaiban átkelt az egész sereg és felvonult az osztrákok háta mögé. Bonaparte azonnal megtámadta Milánót. Június 2-án elfoglalta a várost s rögtön azután Paviát, Cremonát, Bresciát és több kisebb falut, várost. Mindenhol visszaverte az osztrák seregeket.

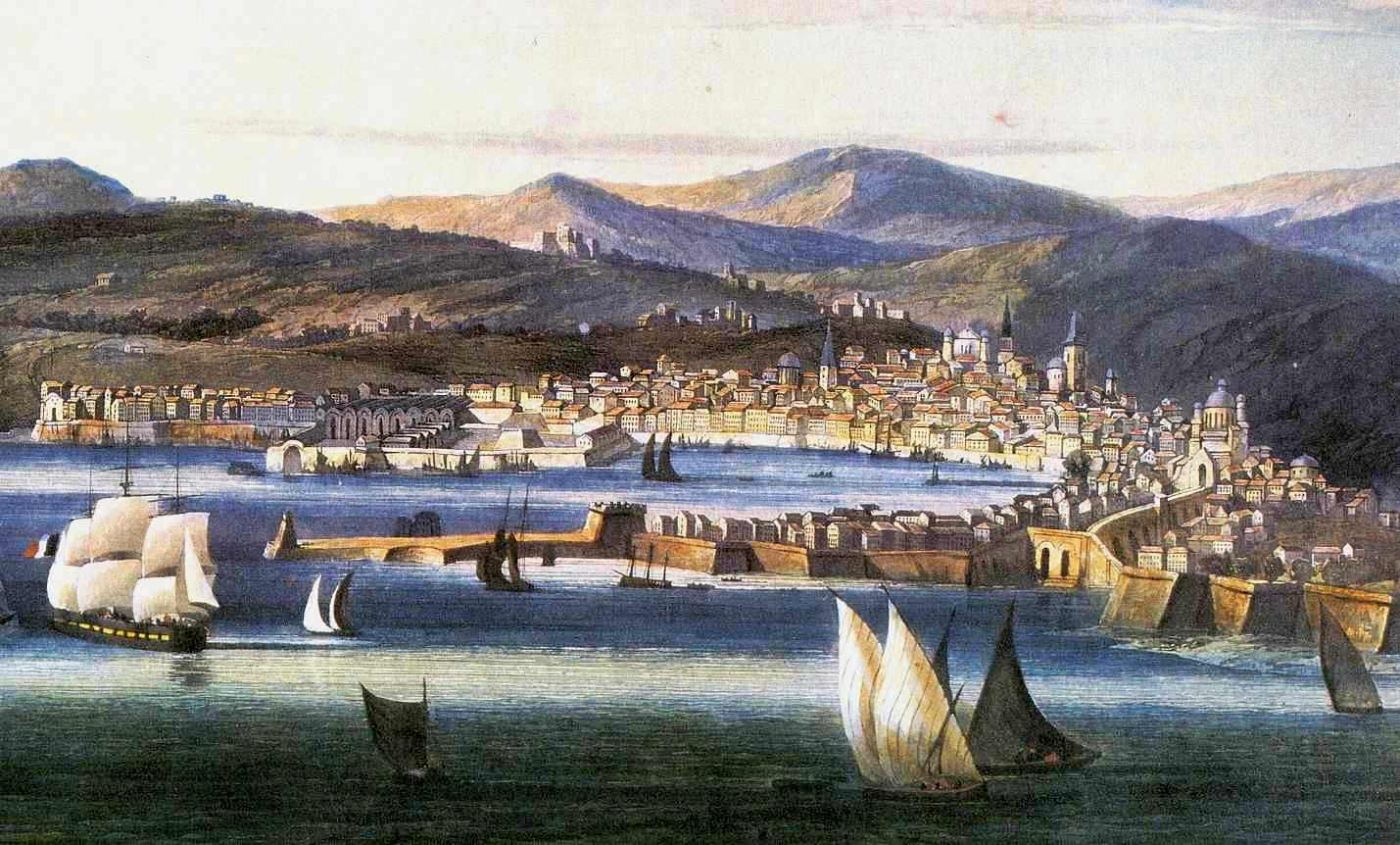
Genova ostroma

Melas eközben nagy erőfeszítések árán bevette Genovát, de mivel Napóleon megjelent Lombardiában, ennek nem nagy hasznát vette. Melas minden erejével Bonaparte ellen vonult és egy Marengo nevű falu mellett csaptak össze. Napóleon ezt a helyet jelölte ki 1800 telén a csatára. És valóban 1800. június 14-én itt csaptak össze. A csatának beláthatatlan következménye lehet.
A királypártiak meg voltak győződve, hogy Napóleon elvész az Alpokban vagy a Habsburgok szétverik a francia sereget. Ha ez bekövetkezik a franciáknak meg kell birkózzanak egy dél-franciaországi invázióval és egy angol partraszállással is. A francia tábornokok is hamar megértették, hogy mi forog kockán. Ami a két hadsereg erejét illeti: Napóleonnak csak 20 000 katonája volt tüzérsége alig számba vehető ágyúi száma 15, ellenben Melasnak kipihent és jól felszerelt 30 000 katonája volt és 100 ágyúja. 1800. június 14-én kezdődött az ütközet. A Habsburgok túlereje hamar kitűnt.

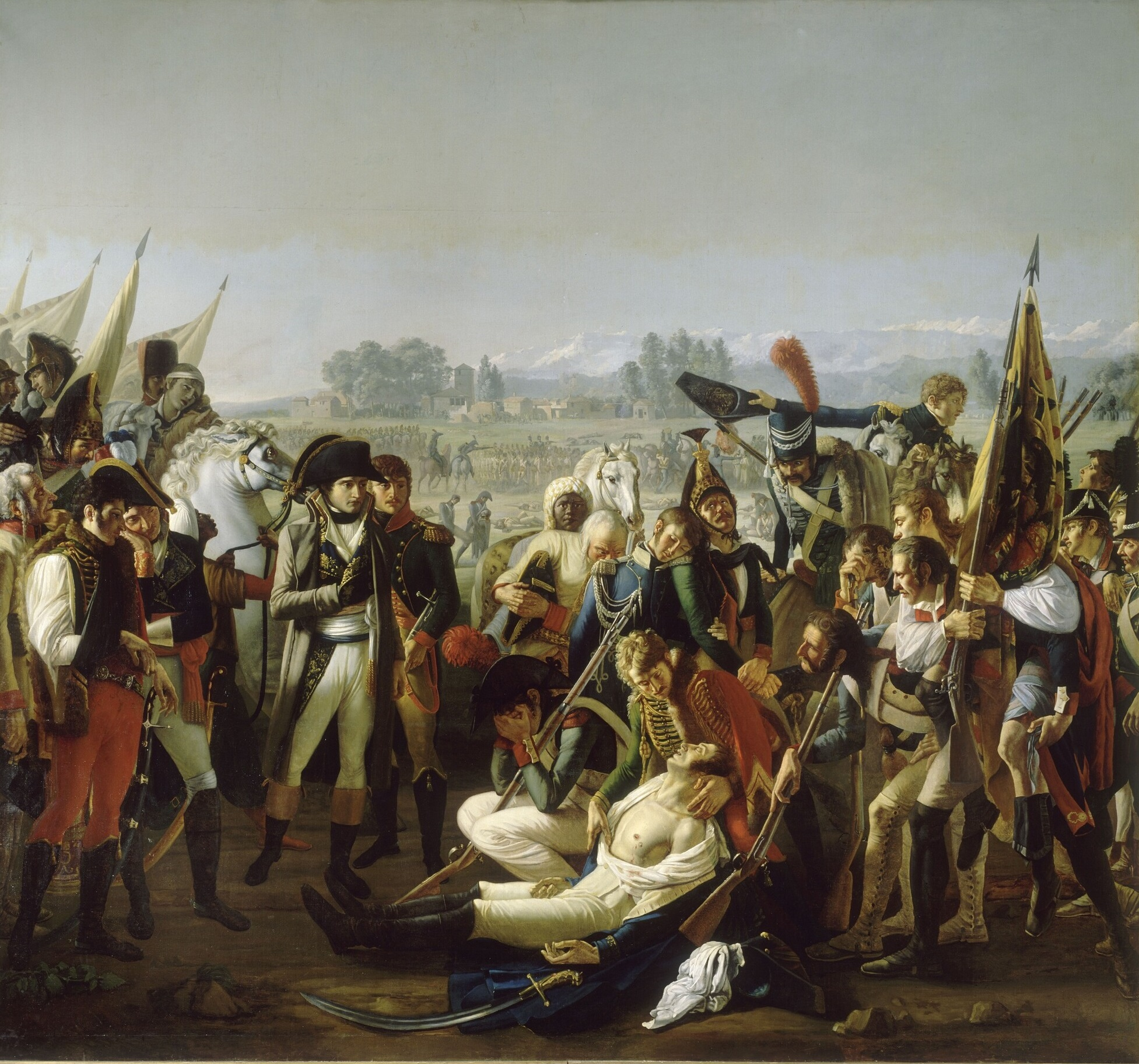
Louis Charles Antoine Desaix halála

A franciák és az osztrákok is sok embert vesztettek, a franciák meg is hátráltak. 3 órakor Melas levelet küldött Bécsbe, azzal a szöveggel, hogy a csatát megnyerték, sok zsákmányt és hadifoglyot ejtettek. 
Ám a csatának nem volt vége, a francia vezérkar megzavarodott, viszont Napóleon nyugodt volt, csak azt hajtogatta, hogy a csatának még nincs vége. 4 órakor Desaix akit Napóleon délre küldött, hogy elvágja az ellenség visszavonulási útját Genova felé, az ágyúdörej hallatán megfordult és Napóleon segítségére sietett. Éppen a döntő pillanatban érkezett. Az osztrákok már az ebédhez készülődtek amikor Desaix hadba vetette seregét. 5-kor már az osztrák sereg fejvesztve menekült, sarkukban a franciákkal. Desaix már a roham első percében elesett. Ekkor látták Napóleont először sírni.
Eközben a bécsi udvar örömmámorban úszott, egészen addig míg a második futár meg nem jött az új hírrel. Ismét elveszett Itália az osztrákok számára de ezúttal végleg. Párizsba a hírek csak június 20-án érkeztek meg azaz Messidor 1-jén. Kezdetben még csak kósza hírek járták az utcákat, Bonaparte meghalt, a csata elveszett. Ám délután nagy ágyúdörejjel megérkezett Napóleon futárja a hivatalos hírekkel. 
Egész Párizs és egész Franciaország ünnepelt. Saint-Antoine-ban egész éjszaka mulattak az emberek az utcákon.
Csak néhány jakobinus és királypárti hallgatott. A nagy őrjöngés akkor érte el csúcspontját, amikor az első konzul megérkezett Párizsba. Mindenki az utcára vonult. Akik nem, azokra gyanakodni kezdtek, hogy talán királypártiak.

## Következmények
A csata után az első dolga a békekötés volt Ausztriával, Angliával. A második legfontosabb feladat a harc a jakobinusokkal és királypártiakkal. De tudta hogy a jakobinusok jelentik a nagyobb veszélyt. Ezek üldözése Brumaire 18-19-e után egészen a napóleoni hatalom végéig tartott. 1800 nyarán a csata után amikor már egyértelmű volt hogy Napóleon azt csinál amit akar, XVIII. Lajos levelet küldött neki, s akkor Napóleon először és utoljára válaszolt neki:
„Megkaptam levelét,köszönöm szíves figyelmét. Nem szabadna visszakívánkoznia Franciaországban, hiszen 100 000 holttesten kellene átgázolnia. Áldozza fel érdekeit Franciaország békéjének és boldogságának; a történelem számon fogja tartani áldozatát.”
A királypárti emigránsok ebből a szókimondó válaszból rájöhettek, Napóleon hajthatatlan uralkodó. Elhatározták hogy meggyilkolják. 1800 október 10-én akartak vele végezni az operában de szerencsére Joseph Fouché rendőrminiszter tudott a dologról így elkapta a merénylőket. Később 1800. december 25-én a párizsi Saint-Nicaise utcán az első konzul hintója közelében egy szekérbe rejtett bomba robbant alig néhány másodperccel azután, hogy a hintó elment mellette. Sok ember halt és sérült meg a hintóval együtt. Napóleon rezzenésmentes arccal ment tovább az operába. Ő maga a jakobinusokat vádolta a merénylettel. Elhatározta hogy végleg kiirtja őket. Kért egy listát a vezetőikről, majd 130 embert letartóztatott és Guayanába száműzte őket ahonnan élve nem jöttek vissza. Fouché tudta, hogy nincs köze a jakobinusoknak a merénylethez. Két héttel később letartóztatta François-Joseph Carbont és néhány tucat királypártit, akik bevallották, hogy ők szervezték a merényletet, ráadásul illegálisan tartózkodtak a fővárosban. Ezek közül sokakat kivégeztek vagy száműztek.
Ezek után a békekötés következett, először Oroszországgal. Felajánlotta a cárnak hogy visszaadja minden feltétel nélkül az orosz hadifoglyokat. Nem csak békét hanem szövetséget is kötött I. Pál orosz cárral. Az a terv járt a fejében hogy a francia–orosz egyesített hadseregek megtámadhatnák az ázsiai angol területeket. A cárnak is tetszett az ötlet. Minden európai ország nyugtalankodva figyelte az eseményeket. Ha ez a két ország tartós szövetséget köt egész európát leigázhatják. Azonban 1801. március 23-án szörnyű dolog történt. 

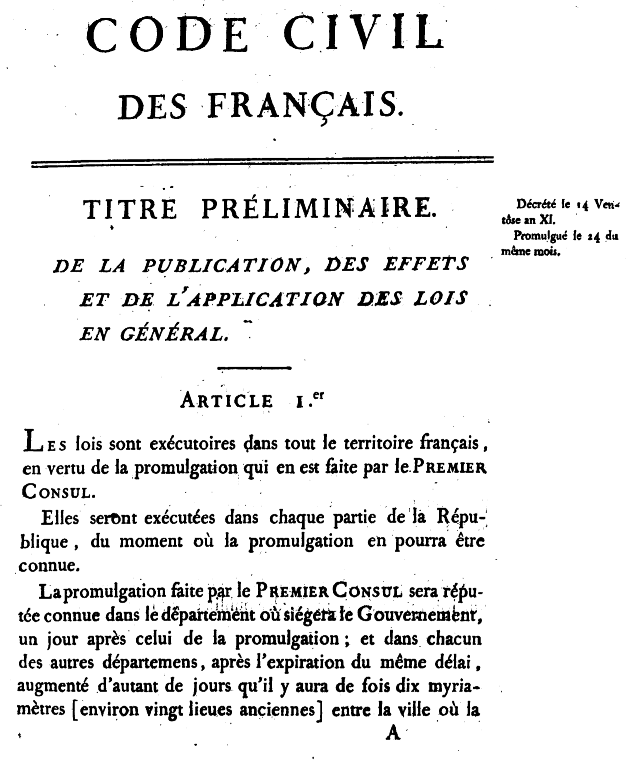
Code Napoleon

I. Pál cárt megfojtották. Ekkor a két ország szövetsége összeomlott. Napóleonnak muszáj volt megváltoztatnia tervét. Anglia megtámadása helyett a békekötést kellett sürgetnie. Ami az osztrákokat illett már 1801 február 9-én aláírták a lunéville-i békét. Az osztrákok mindenbe beleegyeztek. Átadták Luxemburgot, Belgiumot, a Rajna bal partját. Elismerték a Batáviai Köztársaságot (Hollandiát) a Helvét Köztársaságot (Svájcot) és Észak-Itáliát mint francia területet. Ezek után Sándor cárral is békét kötött. Majd 1802. március 26-án megkötötték az amiens-i békét. Az angolok visszaadták azt ami a franciáknak jár a franciák meg ami az angoloknak jár. Sőt még a pápának is visszaadták a franciák a szabadságát és birtokát. Végre belekezdhetett országa rendbeszedésébe. Napóleon 14-15 vagy néha több órát is dolgozott naponta. 1802. augusztus 2-án népszavazást rendelt el és a "senatus consultum" értelmében „örökös konzulnak” szavazták meg. Ekkor vált nyilvánvalóvá hogy előbb vagy utóbb de császár lesz belőle. Megbékült a katolikus vallással, kiengedték a börtönből a papokat és engedélyezte a szertartásokat. A későbbiekben létrehozta a Code Napoléon-t, ami egy törvénykönyv volt. Később beillesztették azokat a törvényeket is a Code Napoléon-ba amelyek rövidebb pórázra fogták a munkásosztályt. A munka az ország belügyiben még nem fejeződtek be amikor 1803-ban kitört az újabb háború a britekkel.